# AAHL 2010/11
Die Saison 2010/11 war die dritte reguläre Saison der All American Hockey League (bis 2009 All American Hockey Association). Die sechs Teams sollten in der regulären Saison je 46 Begegnungen absolvieren, der Spielplan wurde jedoch geändert und nachdem zuletzt mit den Battle Creek Revolution und Chi-Town Shooters lediglich zwei Teams in der Liga verblieben waren, wurde die reguläre Saison Ende Januar 2011 vorzeitig beendet. Das punktbeste Team der regulären Saison waren die Battle Creek Revolution, die in den Play-offs mit einem Erfolg in der Finalserie gegen die Chi-Town Shooters zum ersten Mal den Rod Davidson Cup gewannen.

## Teamänderungen
Folgende Änderungen wurden vor Beginn der Saison vorgenommen:
- Die Chi-Town Shooters stellten den Spielbetrieb ein.
- Die Evansville IceMen wechselten in die International Hockey League, die anschließend mit der Central Hockey League fusionierte, in die auch Evansville aufgenommen wurde.
- Die Lapeer Loggers wurden als Expansionsteam in die Liga aufgenommen.
- Die Madison Ice Muskies wurden nach Wooster, Ohio, umgesiedelt, änderten ihren Namen in Wooster Korn Kings, stellten jedoch bereits nach nur fünf Spielen den Spielbetrieb zu Saisonbeginn ein.
- Die Queen City Storm wurden als Expansionsteam in die Liga aufgenommen.
- Die Troy Bruins wurden als Expansionsteam in die Liga aufgenommen.
- Die West Michigan Blizzard wurden nach Dyer, Indiana, umgesiedelt und änderten ihren Namen in Indiana Blizzard.

## Teams der AAHL 2010/11
| Team                    | Arena                               | Kapazität | Heimatort              | Beitritt |
| ----------------------- | ----------------------------------- | --------- | ---------------------- | -------- |
| Battle Creek Revolution | Revolution Arena                    | 1.000     | Battle Creek, Michigan | 2008     |
| Queen City Storm        | Sports Plus Arena                   | 1.200     | Evendale, Ohio         | 2010     |
| Lapeer Loggers          | Polar Palace Arena                  | 1.200     | Lapeer, Michigan       | 2010     |
| Troy Bruins             | Hobart Arena                        | 3.782     | Troy, Ohio             | 2009     |
| Indiana Blizzard        | Midwest Training & Ice Center Arena | 1.200     | Dyer, Indiana          | 2009     |
| Wooster Korn Kings      | Alice Noble Ice Arena               | 900       | Wooster, Ohio          | 2010     |

## Reguläre Saison

### Abschlusstabelle
Abkürzungen: GP = Spiele, W = Siege, L = Niederlagen, T = Unentschieden, OTL = Niederlage nach Overtime, GF = Erzielte Tore, GA = Gegentore, Pts = Punkte
|                                    | GP | W  | L  | OTL | SOL | GF  | GA  | Pts |
| ---------------------------------- | -- | -- | -- | --- | --- | --- | --- | --- |
| Battle Creek Revolution            | 24 | 20 | 4  | 0   | 0   | 152 | 69  | 40  |
| Lapeer Loggers/Michigan Moose      | 21 | 10 | 10 | 1   | 0   | 81  | 106 | 21  |
| Troy Bruins                        | 17 | 8  | 6  | 3   | 0   | 72  | 69  | 19  |
| Indiana Blizzard/Chi-Town Shooters | 18 | 6  | 11 | 1   | 0   | 68  | 98  | 13  |
| Queen City Storm                   | 17 | 5  | 10 | 1   | 1   | 54  | 83  | 12  |
| Wooster Korn Kings                 | 5  | 2  | 3  | 0   | 0   | 22  | 24  | 4   |

## Rod-Davidson-Cup-Finale
Die im Modus Best-of-Seven ausgetragene Finalserie gewannen die Battle Creek Revolution mit 4:2 gegen die Chi-Town Shooters.
|  | Battle Creek Revolution | 4:2 | Chi-Town Shooters |  |